# Ursula Stenzel

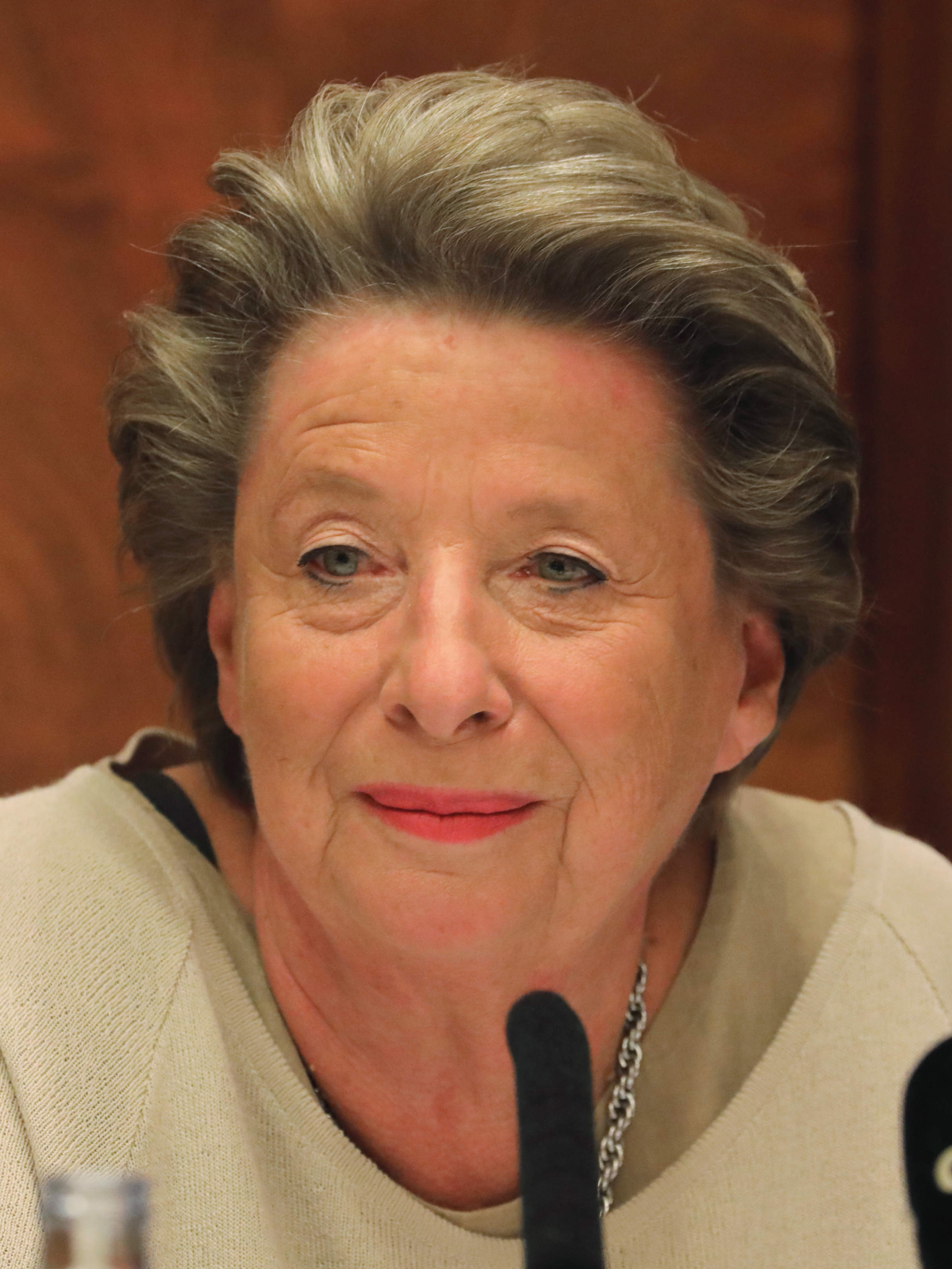
Ursula Stenzel (2020)

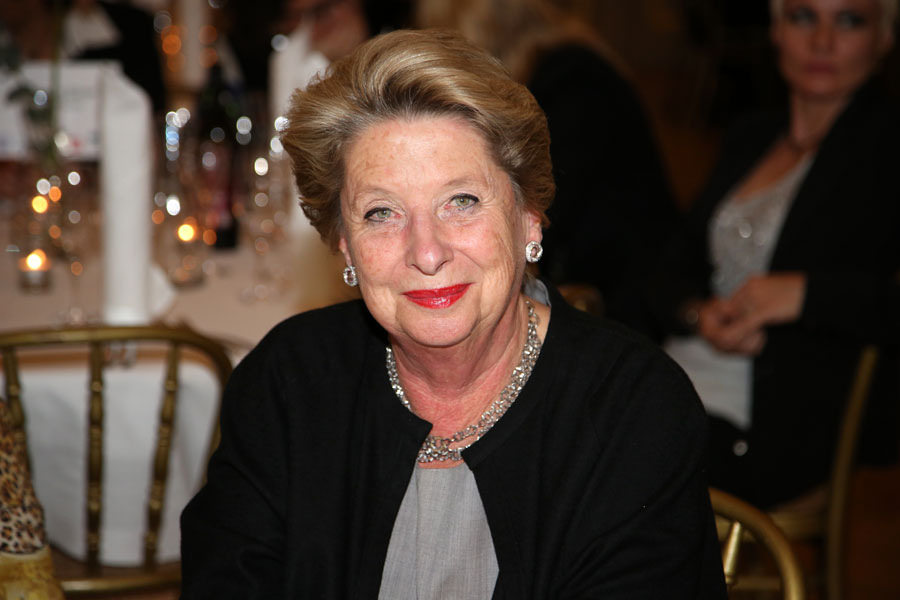
Ursula Stenzel in Wien (2014)

Ursula Stenzel (* 22. September 1945 in Wien), eigentlich Schweiger-Stenzel, ist eine ehemalige österreichische Politikerin. Sie arbeitete jahrzehntelang als Journalistin für den ORF und wechselte dann als Europaparlamentarierin der ÖVP in die Politik. Für die Landtags- und Gemeinderatswahl in Wien 2015 kandidierte sie nach ihrem Austritt aus der ÖVP als unabhängige Kandidatin auf der Liste der FPÖ. Sie war vom 29. Juni 2016 bis zum 24. November 2020 in Wien nicht-amtsführende Stadträtin, zunächst in Landesregierung und Stadtsenat Häupl VI, nach Übernahme des Bürgermeister- und Landeshauptmannamtes durch Michael Ludwig, 2018, in Landesregierung und Stadtsenat Ludwig I.

## Familie
Stenzel kommt aus einer katholisch-jüdischen Familie. Ihr Vater entstammte einer Nordbahn-Ingenieursfamilie; ihre Mutter war die Tochter eines Chasans (Kantors) in der Synagoge in der Rotensterngasse (Leopoldstadt), ihr Urgroßvater war dort Rabbiner. In der großväterlichen Dienstwohnung in der Rotensterngasse wuchs Stenzel auf. Ihre Eltern blieben in der Zeit des Nationalsozialismus in Wien und konnten durch die Hilfe der Pfarre St. Nepomuk überleben. Ursula Stenzel war von 1983 bis zu dessen Tod 2009 mit dem Schauspieler Heinrich Schweiger verheiratet.

## Karriere als Journalistin
Stenzel maturierte am katholischen Gymnasium St. Ursula im 23. Bezirk in Wien. Nach dem nicht vollendeten Studium der Publizistik, Politischen Wissenschaften und Zeitgeschichte war sie fast 30 Jahre lang Redakteurin und Moderatorin beim ORF. Als Sprecherin bzw. Moderatorin der Zeit im Bild, der täglichen Hauptnachrichtensendung des öffentlich-rechtlichen österreichischen Fernsehens, wurde sie österreichweit bekannt.

## Karriere als Politikerin
Nach ihrem Ausscheiden aus dem ORF war Stenzel von 1996 bis 2006 Mitglied des Europäischen Parlaments und Delegationsleiterin der ÖVP in Brüssel.
Bei der Gemeinderatswahl vom 23. Oktober 2005, bei der auch die Bezirksvertretungen gewählt wurden, trat sie für die ÖVP Wien als Spitzenkandidatin für das Bezirksparlament des ersten Wiener Gemeindebezirkes, der Inneren Stadt, an. Im Wahlkampf fiel sie vor allem auf Grund von umstrittenen Forderungen auf. So konnte sie sich in einem Interview die Sperrung von Parks für Nichtanrainer vorstellen und argumentierte für die Schließung von Punschständen sowie gegen Straßenkünstler in den Fußgängerzonen. Auch nach der Wahl sprach sich Stenzel etwa gegen den sogenannten „Silvesterpfad“ (Buden mit Getränken und Imbissen, die am 31. Dezember auf dem Graben aufgestellt werden) in der Altstadt und Werbetransparente am Baugerüst des Stephansdoms aus.
Die ÖVP erzielte mit 3428 Stimmen (+10,21 %) und 18 Mandaten einen deutlichen Wahlerfolg und verwies die den Bezirksvorsteher anstrebende SPÖ mit 2361 Stimmen (+4,20 %) und 13 Mandaten klar auf Platz zwei (siehe: Bezirksvertretungswahl in Wien 2005). Am 22. Dezember 2005 wurde Ursula Stenzel mit 20 der 40 Bezirksmandatarsstimmen zur Bezirksvorsteherin gewählt. Auf Grund ihrer Bekanntheit gelang es Stenzel, mit ihren Anliegen immer wieder in die Medien zu kommen. Bei der Bezirksvertretungswahl in Wien 2010 verlor die ÖVP mit ihr als Spitzenkandidaten zwar zwei Mandate, blieb aber stimmenstärkste Partei im Bezirk.
In den folgenden Jahren wurde auch die ÖVP zum Ziel ihrer Kritik, etwa weil sie die Einführung der eingetragenen Partnerschaft nicht verhindert hatte und mit Asdin El Habbassi einen Muslim in den Nationalrat entsandte. Am 11. November 2014 gab die Wiener Landesorganisation der ÖVP bekannt, Ursula Stenzel werde für die Bezirksvertretungswahl 2015 nicht mehr als VP-Spitzenkandidatin aufgestellt. Sie selbst erklärte einen Tag später, sie werde ihr Amt bis zur Wahl ausüben. Die Kandidatur mit einer eigenen Liste behalte sie sich vor.
Im März 2015 verkündete sie dann definitiv ihre Wiederkandidatur. Im September 2015 wurde bekannt, dass sie bei der Landtags- und Gemeinderatswahl in Wien 2015 als unabhängige Kandidatin auf dem dritten Listenplatz der FPÖ-Liste kandidiert. Zudem wurde sie als Spitzenkandidatin der FPÖ für die Bezirksvertretungswahl nominiert. Am 31. August 2015 trat sie aus der ÖVP aus.
Bei der Wahl am 11. Oktober 2015 kam die FPÖ in ganz Wien auf Rang 2 (siehe Landtags- und Gemeinderatswahl in Wien 2015), in der Inneren Stadt allerdings nach ÖVP und SPÖ nur auf den dritten Rang (siehe Bezirksvertretungswahl in Wien 2015). Stenzel zog daher für die FPÖ in den Gemeinderat ein und nahm ihr Mandat in der Bezirksvertretung nicht an. Die von ihr nach Medienberichten hinausgezögerte Amtsübergabe an Markus Figl erfolgte bei der konstituierenden Sitzung der neuen Bezirksvertretung am 22. Dezember 2015, exakt zehn Jahre nach Stenzels erster Wahl zur Bezirksvorsteherin.
Für die Bundespräsidentenwahl im Frühjahr 2016 war Stenzel im Jänner 2016 als FPÖ-Kandidatin im Gespräch. Die Partei entschied sich aber am 28. Jänner 2016 für den Dritten Nationalratspräsidenten Norbert Hofer als ihren Kandidaten. Im Wahlkampf unterstellte sie, der Vater Alexander Van der Bellens, des ehemaligen Bundessprechers der Grünen, der als unabhängiger Kandidat zur Wahl antrat, hätte mit den Nationalsozialisten sympathisiert. Belege für diese Behauptung konnte sie keine vorlegen.
Im Mai 2016 wurde bekannt, dass Stenzel David Lasar im Juni 2016 als nicht amtsführende Wiener Stadträtin nachfolgen werde. Gemäß der Wiener Stadtverfassung stehen Vertretern aller im Gemeinderat und Landtag vertretenen Parteien, somit auch der Opposition, Sitze in der Stadtregierung zu. Sie erhalten allerdings keine eigenen Ressorts und werden als „nicht amtsführend“ bezeichnet. Am 29. Juni 2016 wurde Stenzel als nicht amtsführende Stadträtin der FPÖ angelobt und damit Mitglied in Landesregierung und Stadtsenat Häupl VI. Seit der Übernahme des Bürgermeister- und Landeshauptmannamtes durch Michael Ludwig im Mai 2018 war sie Mitglied in Landesregierung und Stadtsenat Ludwig I. Im Mai 2020 gab Stenzel zunächst ihren Rückzug aus der Politik nach der Landtags- und Gemeinderatswahl im Oktober 2020 bekannt, kündigte im August 2020 jedoch an, doch wieder für die FPÖ zur Wahl anzutreten. Bei der Bezirksvertretungswahl 2020 war sie die Spitzenkandidatin der FPÖ für den ersten Wiener Gemeindebezirk Innere Stadt. Die FPÖ verlor bei den Landtags- und Gemeinderatswahlen 2020 in ganz Wien stark an Stimmen und fiel auch im ersten Bezirk von 18,7 % (2015) auf 4,9 %. Mit Ende November 2020 trat sie aus der FPÖ aus.

### Kritik
Gegen Stenzels Haltung bezüglich Sperrstunden bei Lokalen im 1. Wiener Gemeindebezirk formierte sich im Februar 2011 die Wiener Club-Szene und verbreitete via YouTube ein satirisches Musikvideo unter dem Titel „Ursula Stressned“ (eine Coverversion von „Barbra Streisand“ von Duck Sauce), welches innerhalb weniger Tage große mediale Öffentlichkeit erlangte.
Im April 2019 verglich Stenzel den Interviewstil des ORF-Moderators Armin Wolf mit Richtern des Volksgerichtshofs. Vertreter von NEOS und SPÖ reagierten darauf mit Rücktrittsforderungen. Altbundespräsident Heinz Fischer bezeichnete die Äußerung als inakzeptabel.
Im September 2019 nahm Stenzel in Wien an einem Aufmarsch der rechtsextremen Identitären teil und hielt eine Rede bei der Abschlusskundgebung. Daraufhin forderten alle Parteien bis auf die FPÖ einen Parteiausschluss und den Rücktritt Stenzels als nicht amtsführende Stadträtin. Stenzel gab an, dass ihr nicht bewusst gewesen sei, dass „auch Vertreter der Identitären Bewegung anwesend gewesen sein sollen“. Hätte sie es gewusst, hätte sie „diese Veranstaltung selbstverständlich nicht besucht“. Einen Rücktritt schloss sie aus. Ein Jahr später, kurz nach der Bekanntgabe ihres Antretens für die FPÖ bei der Wiener Gemeinderatswahl 2020, erklärte sie, sie bedaure ihre Teilnahme nicht und würde wieder teilnehmen, weil nicht alle Identitären Rechtsextreme seien.
Erneute Rücktrittsaufforderungen und Kritik wurden laut, nachdem bekannt wurde, dass sie in einer Landtagsdebatte zur Thema Asylwerber in der Lehre gemeint hatte, sie kenne „Hoteliers, die sehr froh sind – ich sage es despektierlich, obwohl ich es nicht so meine –, einen ‚Hausafghanen‘ einzustellen, weil er einen eben billiger kommt und mindere Tätigkeiten macht.“
In einem Interview im Format „Fellner! Live“ bei oe24.tv meinte sie bezüglich der Klimaschutzbewegung, dass sie Greta Thunberg für ein „PR-Konstrukt“ halte und wiederholte ihre Ansicht aus einem Facebook-Posting, in dem sie die Fridays-for-Future-Bewegung in die Nähe des RAF-Terrorismus der 1970er-Jahre gestellt hatte. Daneben gab sie den CO2-Ausstoß mit der Einheit „Gigabyte“ an, gemeint waren wohl Gigatonnen. Letzteres fand im Nachgang Verbreitung über das soziale Netzwerk Twitter und sorgte für Erheiterung und verschiedene Kommentare.

## Blue Shield – Kulturgüterschutz
Als Bezirksvorsteherin des ersten Wiener Gemeindebezirkes (Innere Stadt), der als Ensemble UNESCO-Weltkulturerbe ist, trug sie politische Mitverantwortung für die Erhaltung dieses Kulturerbes. Im November 2011 wurde Stenzel Präsidentin des Österreichischen Nationalkomitees von Blue Shield International. In dieser Funktion unterzeichnete sie am 25. April 2012 gemeinsam mit dem Präsidenten von Blue Shield International, Karl Habsburg-Lothringen, und dem damaligen Rektor Jürgen Willer eine Absichtserklärung zur Einrichtung
eines Blue-Shield-Lehrstuhls an der Donau-Universität Krems. Diese Absicht konnte allerdings nicht in die Realität umgesetzt werden.
Am 15. Juni 2012 ernannte Stenzel Kammersänger Johan Botha zum Blue-Shield-Botschafter für den Schutz des immateriellen Kulturerbes. Bei der 6. Konferenz der Minister für kulturelles Erbe vom 22.–24. April 2015 in Namur vertrat sie Blue Shield. In Ergänzung zur Namur Declaration der Ministerkonferenz initiierte sie den Aufruf von Namur zum Schutz des Kulturerbes bei bewaffneten Konflikten.
Stenzel kritisierte auch wiederholt und vehement das von der rot-grünen Stadtregierung unterstützte Hochhaus am Wiener Heumarkt, insbesondere wegen der nach ihrer Meinung für diesen Ort zu großen Höhe des Neubaus sowie der Zerstörung historischer Sichtachsen.
Im Herbst 2018 wurde Agnes Husslein als Nachfolgerin von Ursula Stenzel zur Präsidentin des Österreichischen Nationalkomitees von Blue Shield International gewählt.

## Auszeichnungen und Mitgliedschaften (Auszug)
- 2005: Großes Goldenes Ehrenzeichen für Verdienste um die Republik Österreich[1][36]
- Kommandeurkreuz mit Stern des Verdienstordens der Republik Polen
- Ehrendame des St. Georgs-Orden[37]

## Werke
- Heinrich Schweiger, Ursula Schweiger-Stenzel: Bilder eines Schauspielers: Fotos und Theatergeschichten. Edition Tusch, 1995 (2. Aufl.), ISBN 978-3-85063-203-4